# バート・クロイツナハ
バート・クロイツナハ (ドイツ語: Bad Kreuznach) はドイツ連邦共和国 ラインラント＝プファルツ州 バート・クロイツナハ郡にある市で、同郡の郡庁所在地である。ライン川の支流であるナーエ川沿いにある。
この辺りはワインで有名な産地であり、特にリースリング種 (Riesling)、シルヴァーナー種、そしてミュラー・トゥルガウ (Müller-Thurgau) 種から造られている。

## 姉妹都市
- - ブール＝カン＝ブレス (Bourg-en-Bresse)（フランス、1963年）
- - ノイルピーン (Neuruppin)（ブランデンブルク州、1990年）

## 出身有名人
- カール・レーヴィヒ - 化学者
- マヌエル・フリードリヒ - プロサッカー選手
- ヤニック・フート - プロサッカー選手